# Jaleel White
Jaleel Ahmad White (Pasadena, 27 november 1976) is een Amerikaans acteur en voormalig kindster. Hij won in 1991 een Young Artist Award en in zowel 1994, 1995 als 1997 een Image Award, allen voor zijn rol in de komedieserie Family Matters. Daarin speelde hij in 204 afleveringen het personage Steve Urkel, een altijd goedbedoelende, maar sociaal en fysiek extreem onhandige, stereotiepe nerd die uitgroeide tot een cultureel icoon. Daarnaast sprak White meer dan 130 keer de stem in van Sonic the Hedgehog voor tekenfilmafleveringen over het computerspelpersonage.

## Filmografie
*Exclusief televisiefilms, tenzij aangegeven
- Rhymes with Banana (2012)
- Judy Moody and the Not Bummer Summer (2011)
- Mega Shark vs Crocosaurus (2010)
- Road to the Altar (2009)
- Call of the Wild (2009)
- Green Flash (2008)
- Kissing Cousins (2008)
- Dreamgirls (2006)
- Who Made the Potatoe Salad? (2006)
- Puff, Puff, Pass (2006)
- Miracle Dogs Too (2006)
- Our Friend, Martin (1999)
- Quest for Camelot (1998, stem)
- Camp Cucamonga (1990, televisiefilm)

## Televisieseries
*Exclusief eenmalige verschijningen
- Star Wars: Skeleton Crew - Gunter (2024-2025, 7 afleveringen)
- Psych - Tony (2009-2012, 2 afleveringen)
- The Problem Solverz - K-999 (2011, 2 afleveringen)
- Fake It Til You Make It - Reggie Culkin (2010, 8 afleveringen)
- Sonic Underground - stemmen Sonic, Sonia en Manic (1999-2000, 40 afleveringen)
- Grown Ups - J. Calvin Frazier (1999-2000, 22 afleveringen)
- Family Matters - Steve Quincy Urkel (1989-1998, 204 afleveringen)
- Meego - Steve Quincy Urkel (1997, 2 afleveringen)
- Sonic the Hedgehog - stem Sonic (1993-1994, 26 afleveringen)
- Adventures of Sonic the Hedgehog - stem Sonic (1993, 65 afleveringen)
- Charlie & Co. - Robert Richmond (1985-1986, 18 afleveringen)

- Gemeinsame Normdatei: 1331200849
- Library of Congress Control Number: n92012168
- Virtual International Authority File: 75502682
- WorldCat: E39PBJv4qhpTX4GfH3YpwF9dQq